# Maximilian Hauser
Maximilian Hauser (* 1. Januar 1984 in Starnberg) ist Geschäftsführer und Co-Trainer des Volleyball-Bundesligisten TSV Herrsching und ein deutscher Beachvolleyballspieler.

## Karriere

### Trainer
Maximilian Hauser, seit 1990 beim TSV Herrsching, ist mitverantwortlich für die Erfolgsgeschichte des Vereins. Nach fünf Aufstiegen in Folge spielt der TSV Herrsching seit der Saison 2014/15 in der 1. Bundesliga. Als Trainer war er innerhalb von zehn Jahren in jeder deutschen Volleyballliga (unterste bis oberste Liga).
Maximilian Hauser gilt als Erfinder der Volleyball- und Lifestyle-Marke „GCDW“ – „geilsterClubderWelt.de“.
Im Beachvolleyball betreut er das Smart Beach Tour Beachteam Büttner/Fedosova sowie das Beachteam Höfer/Doranth.
Zur Saison 2022/23 wechselte Hauser vom Cheftrainerposten in das Management des Vereins und ist seitdem als Co-Trainer für das Bundesligateam aktiv.

### Spieler
Als Spieler ist Maximilian Hauser im Beachvolleyball, Hallenvolleyball und Snow Volleyball aktiv.
2008 und 2010 wurde er jeweils bayerischer Meister mit seinem Partner Florian Schöberl. Von 2011 bis 2014 war er mit Benedikt Doranth unterwegs, wurde weitere zwei Mal bayerischer Meister und qualifizierte sich 2014 für die Deutsche Meisterschaft. Zu den größten Erfolgen zählen mehrere fünfte Plätze auf der Smart Beach Tour.
International war ein fünfter Platz beim CEV-Turnier in Rottenburg das beste Ergebnis. Dazu kommt ein zweiter Platz beim A-Cup in Innsbruck und ein zweiter Platz auf der COOP-Beach-Tour in Basel.
Im Hallenvolleyball war Maximilian Hauser in jeder deutschen Spielklasse aktiv (Kreisklasse bis Bundesliga).
Auf der CEV Snow Volleyball Tour gewann er die Turniere in Engelberg (Schweiz), Oberstdorf (Deutschland), Wagrain (Österreich) und zweimal auf dem Kronplatz (Italien).